# 阿部正宁
阿部正宁（日语：／ Abe Masayasu，1809年12月1日—1870年7月28日），日本江户时代末期大名。备后福山藩阿部家6代藩主。阿部家宗家10代。
福山藩5代藩主阿部正精之三男。其母为井出氏。正室为锅岛齐直之女。官位为从五位下、对马守、伊予守。

## 经历
文化6年（1809年）10月，作为5代藩主阿部正精的三男在江户藩邸出生。因其兄阿部正粹被废嫡而成为嫡子，文政9年（1826年）8月24日，18岁的正宁就任第6代藩主。天保2年（1831年）任幕府奏者番，但因病辞职。正宁对于福山藩的藩政持消极态度，在天保2年（1831年）福山藩遭遇大洪水，翌年歉收，又在天保7年（1836年）遭遇严重的歉收，但是正宁未作出特别的应对对策，同年28岁的正宁将家督让位于其弟阿部正弘后隐居。另外，天保2年曾爆发过一揆，但是在事发之前就已经发觉并且处决了首谋者。正宁没有像前代的正精热心于文化政策，对于“福府义仓”的援助也终止了。但是，在隐居之后，以“不争斋”为号热衷文笔。
正宁在隐居后活了将近40年，于明治3年（1870年）7月1日去世，享年62岁。比起其弟7代藩主正弘，长男8代藩主正教，三男9代藩主正方都要长命。谥号常德院寬譽主善元良，葬于江户浅草西福寺。墓所现于东京都台东区谷中。